# (6602) Gilclark
(6602) Gilclark est un astéroïde de la ceinture principale, de la famille de Hungaria.

## Description
(6602) Gilclark est un astéroïde de la ceinture principale, de la famille de Hungaria. Il présente une orbite caractérisée par un demi-grand axe de 1,87 UA, une excentricité de 0,07 et une inclinaison de 22,7° par rapport à l'écliptique.

## Compléments